# 临时救
临时救（学名：Lysimachia congestiflora），又名台湾珍珠菜、丛生花珍珠菜、聚花过路黄、黄花珠、九莲灯、爬地黄，为报春花科珍珠菜属的植物。分布在锡金、缅甸、不丹、台湾岛、越南以及中国大陆的甘肃、长江以南各省及陕西等地，生长于海拔300米至2,100米的地区，多生长在水沟边、山坡林缘、田塍上或草地等湿润处。

## 变种
广东临时救（学名：Lysimachia congestiflora var. kwangtungensis）为报春花科珍珠菜属临时救的变种。分布于中国大陆的广东、湖南等地，一般生长在林下及溪边湿润处。

## 延伸阅读
[在维基数据编辑]
 《植物名實圖考·臨時救》，出自吳其濬《植物名實圖考》